# Chiesa di Nostra Signora del Rosario (Viddalba)
La chiesa di Nostra Signora del Rosario è un edificio religioso situato a Viddalba, centro abitato della Sardegna settentrionale. Consacrata al culto cattolico, fa parte della parrocchia della Santissima Vergine di Pompei, diocesi di Tempio-Ampurias.
Presenta una facciata in linee semplici, timpanata a doppio spiovente e croce apicale, con conci di pietra locale faccia a vista. L'aula interna, mononavata, è scandita da tre archi a tutto sesto che la suddividono in quattro campate, l'ultima delle quali riservata alla zona presbiteriale.

## Bibliografia

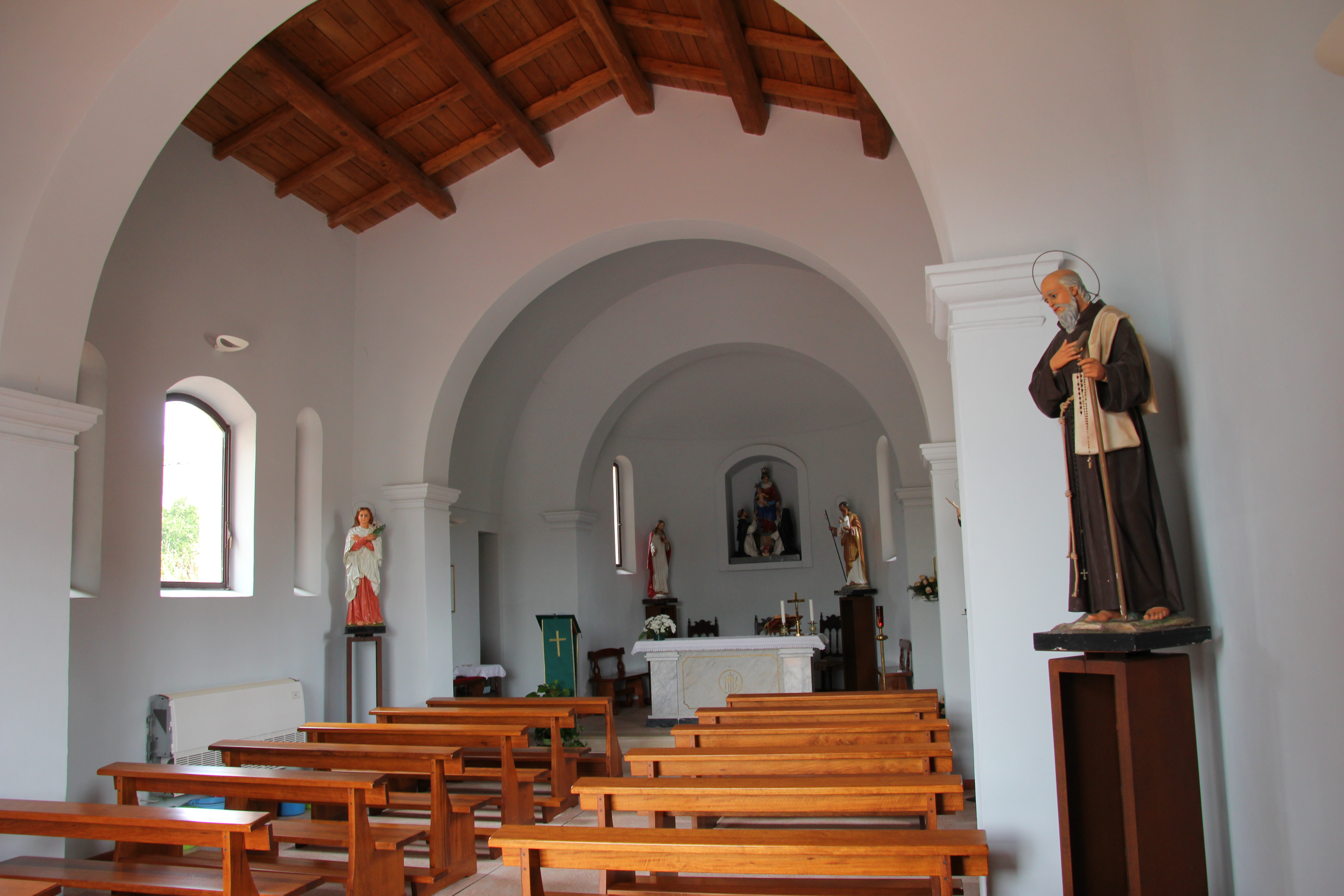
Interno